# Soltszentimre
Soltszentimre – wieś i gmina w środkowo-południowej części Węgier, w pobliżu miasta Kiskunmajsa. Miejscowość leży na obszarze Wielkiej Niziny Węgierskiej, w komitacie Bács-Kiskun, w powiecie Kiskőrös.
Gmina Soltszentimre liczy 1302 mieszkańców (2009) i zajmuje obszar 44,49 km².